# Бенго (Чад)
Бенго (фр. Bengo) — деревня в Чаде, расположенная на территории региона Мандуль.

## Географическое положение
Деревня находится в южной части Чада, к востоку от реки Мула (бассейн Шари), на высоте 379 метров над уровнем моря.
Населённый пункт расположен на расстоянии приблизительно 538 километров к юго-востоку от столицы страны Нджамены.

## Климат
Климат деревни характеризуется как тропический, с сухой зимой и дождливым летом (Aw в классификации климатов Кёппена). Среднегодовая температура воздуха составляет 26,4 °C. Средняя температура самого холодного месяца (декабря) составляет 24,5 °С, самого жаркого месяца (апреля) — 29,2 °С. Расчётная многолетняя норма осадков — 1128 мм. В течение года количество осадков распределено неравномерно, основная их масса выпадает в период с апреля по октябрь. Наибольшее количество осадков выпадает в августе (255 мм).

## Транспорт
Ближайший аэропорт расположен в городе Моисала.